# 滴露
滴露（Dettol）是英國利潔時公司旗下的家用清潔用品和消毒液品牌。

## 历史
其於1933年首次在英國推出，滴露消毒液為啡色液體，有濃烈的刺激氣味，遇水變成白色是其标志。滴露消毒液有效成份是对氯间二甲苯酚。对氯间二甲苯酚屬於酚類的一種，對口腔、喉嚨和胃部有刺激性和腐蝕性。。

## 外部連結
- 英國滴露 （页面存档备份，存于）
- 臺灣滴露 （页面存档备份，存于）
- 香港滴露 （页面存档备份，存于）
- 中國滴露 （页面存档备份，存于）